# La Ronde, Charente-Maritime
La Ronde är en kommun i departementet Charente-Maritime i regionen Nouvelle-Aquitaine i västra Frankrike. Kommunen ligger  i kantonen Courçon som ligger i arrondissementet La Rochelle. År 2022 hade La Ronde 1 005 invånare.

## Befolkningsutveckling
Antalet invånare i kommunen La Ronde
Referens:INSEE